# 锡亚苏丹国
锡亚斯里因陀罗补罗苏丹国（爪哇语： كسولطانن سياق سري ايندراڤورا‎），简称锡亚苏丹国，是1722年至1949年间位于今印度尼西亚苏门答腊岛廖内省的苏丹国。锡亚苏丹国由柔佛苏丹国的Raja Kechil建立，他在争夺柔佛王位失败后渡海建立了锡亚苏丹国。18世纪时锡亚苏丹国占据了苏门答腊岛东部的大部分地区，19世纪中期荷兰殖民者与锡亚统治者签订了一系列条约，使得锡亚疆域大幅缩小。1945年8月17日，印度尼西亚宣布独立，末任苏丹谢里夫·卡西姆二世宣布加入印度尼西亚。
清朝古籍《海录》作锡里。